# Widok (Głubczyce)
Widok ist eine Ortschaft in Oberschlesien. Der Ort liegt in der Gmina Głubczyce im Powiat Głubczycki in der Woiwodschaft Oppeln in Polen.

## Geographie

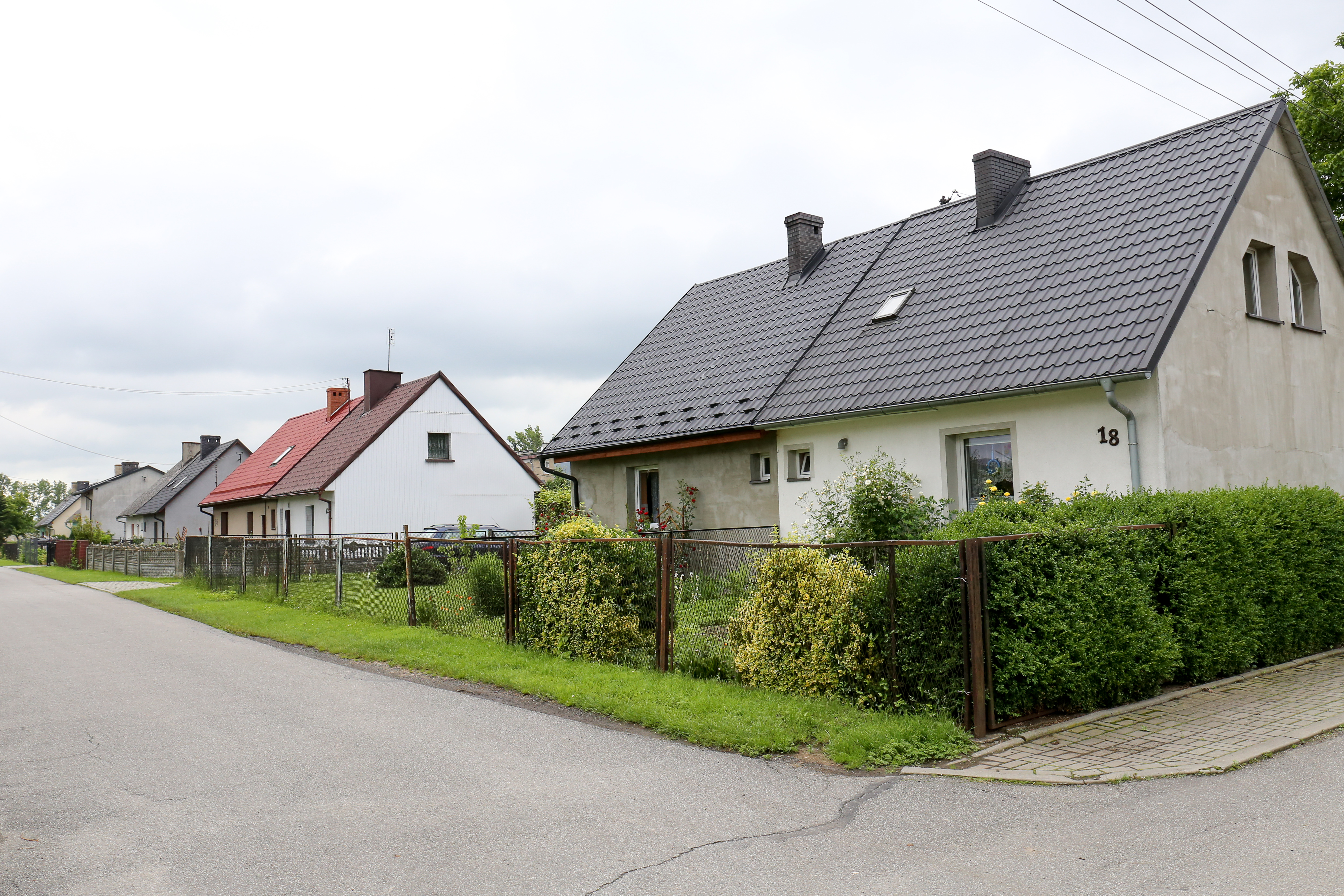
Ortsbild

### Geographische Lage
Widok liegt sechs Kilometer östlich der Kreisstadt und des Gemeindesitzes Głubczyce (Leobschütz) sowie 568 Kilometer südlich der Woiwodschaftshauptstadt Opole (Oppeln). Der Ort liegt in der Nizina Śląska (Schlesische Tiefebene) innerhalb der Płaskowyż Głubczycki (Leobschützer Lößhügelland). Widok liegt an der Izwor, einem linken Zufluss der Psina (Zinna). Durch den Ort verläuft die Landesstraße Droga krajowa 38.

### Nachbarorte
Nachbarorte von Widok sind im Nordwesten Debrzyca (Schönbrunn), im Osten Dziećmarów (Dittmerau) sowie im Südwesten Grobniki (Gröbnig).

## Sehenswürdigkeiten
- Marienkapelle